# Yuri Malenchenko
Yuri Ivánovich Malenchenko (en ruso: Юрий Иванович Маленченко; Svitlovodsk, 22 de diciembre de 1961) es un cosmonauta ruso. 
Malenchenko se convirtió en la primera persona en casarse en el espacio, el 10 de agosto de 2003, cuando se casó con Ekaterina Dmitrieva, quien estaba en Texas, mientras él estaba a 240 millas sobre Nueva Zelanda, a bordo de la Estación Espacial Internacional. Desde junio de 2016, momento de su última misión, Malenchenko ocupa el segundo lugar en la lista de personas que más tiempo han pasado en el espacio por su tiempo tanto en la Mir como en la Estación Espacial Internacional.